# Speed Metal Symphony
Speed Metal Symphony es el primer disco de la banda de metal neoclásico, Cacophony.
Salió en 1987 cuando la banda estaba formada por los guitarristas Jason Becker y Marty Friedman, el baterista Atma Anur, y Peter Marino en la Voz. Producido por Mike Varney con la disquera Shrapnel Records, fue grabado en junio de 1987 en Cotati, California en los estudios Praire Sun Studios.

## Listado de canciones
| N.º | Título                                     | Duración |  |
| 1.  | «Savage» (Becker, Friedman)                | 5:50     |  |
| 2.  | «Where My Fortune Lies» (Becker, Friedman) | 4:32     |  |
| 3.  | «The Ninja» (Becker, Friedman)             | 7:24     |  |
| 4.  | «Concerto» (Becker, Friedman)              | 4:37     |  |
| 5.  | «Burn the Ground» (Becker, Friedman)       | 6:50     |  |
| 6.  | «Desert Island» (Becker, Friedman)         | 6:24     |  |
| 7.  | «Speed Metal Symphony» (Becker, Friedman)  | 9:32     |  |

## Personal
- Peter Marrino - voz
- Jason Becker - guitarra
- Marty Friedman - guitarra, bajo
- Atma Anur - batería
- Laurie Sato - Concepto del Logo

- Datos: Q1931966